# Prajnaparamita de Java
Prajñāpāramitā de Java est une murti de Bodhisattvadevi Prajñāpāramitā, originaire de  Singhasari, Java oriental, Indonésie et datant du treizième siècle. La statue est considérée comme de grande valeur historique et esthétique, et comme chef-d'œuvre de l'art hindou-bouddhiste classique de Java. Aujourd'hui, la statue appartient aux collections du Musée national d'Indonésie à Jakarta.

## Description
La statue de Prajnaparamita de Java oriental est sans doute la plus célèbre représentation de cette déesse. Contrastant avec les riches bijoux et ornements, l'expression sereine et la pose et le geste méditatifs expriment sagesse et paix. La déesse est dans une position méditative parfaite du lotus appelée posture vajrasana, assise sur un double coussin de lotus appelé padmasana (piédestal de lotus) au sommet d'une base carrée . Située devant une stèle sculptée, elle est en pierre andésite gris clair mesurant une hauteur de 126 cm, une largeur de 55 cm et une épaisseur de 55 cm.
La déesse effectue le dharmachakra-mudra (le mudra symbolisant la rotation de la roue du dharma) . Son bras gauche se place autour d'un utpala (lotus bleu), au sommet duquel se trouve son attribut : il s'agit du  livre de feuilles de palmier lontar Prajnaparamita Sutra. La tête et le visage sont ciselés avec les yeux baissés et le front urna. La déesse porte ses cheveux attachés, disposés en couronne Jatamakuta. Derrière sa tête rayonne le prabhamandala, un halo ou aura de lumière pour symboliser le plus haut degré de sagesse chez une divinité .
La statue est découverte en bon état dans les ruines de Cungkup Putri près du temple Singhasari, Malang, Java oriental. La tradition locale lie la statue à la reine Ken Dedes, première reine de Singhasari, probablement en tant que représentation divinisée de cette reine . Une autre opinion lie la statue à la reine Gayatri Rajapatni, épouse de Kertarasaja, le premier roi de Majapahit ,.

## Histoire
Prajnaparamita est une déesse importante dans le bouddhisme tantrique Mahayana ; elle est considérée comme la shakti, ou comme l'épouse, du plus haut Bouddha du panthéon bouddhiste connu sous le nom de Vajradhara ; cette divinité est le symbole de la connaissance parfaite .
Au treizième siècle, le bouddhisme tantrique obtient le patronage royal du roi Kertanegara de Singhasari. Par la suite, certaines statues de Prajnaparamita furent produites dans la région, telles que la Prajnaparamita de Singhasari à Java oriental et la Prajnaparamita de Jambi, Sumatra. Les Prajnaparamitas de Java oriental et de Jambi ont une ressemblance de style car elles furent produites à la même période, mais Prajnaparamita de Jambi est sans tête et fut découverte en mauvais état .
D'autre part, la Prajnaparamita de Singhasari a été découverte dans un état presque parfait, ce qui indique qu'elle fut enterrée pendant longtemps. Elle fut trouvée près de Candi E, la structure la plus au sud du complexe du temple près du temple Singhasari. Les habitants locaux nomment cette structure Candi Wayang ou Cungkup Putri .
La Prajnaparamita de Java fut découverte en 1818 ou 1819 par D. Monnereau, fonctionnaire des Indes néerlandaises. En 1820, Monnereau a donné la statue à C.G.C Reinwardt, qui l'apporte aux Pays-Bas, où elle devient une possession du Rijksmuseum voor Volkenkunde à Leyde . Pendant plus de cent-cinquante huit ans, la statue se situe à Leyde, aux Pays-Bas.
En janvier 1978, le gouvernement des Pays-Bas restitue la statue à la république d'Indonésie, lorsque la reine Juliana des Pays-Bas visita l'ancienne colonie néerlandaise. La statue est ensuite placée au musée national d'Indonésie. Elle est exposée au deuxième étage Gedung Arca, Musée national indonésien, Jakarta. C'est certainement l'icône la plus célèbre de l'art indonésien ancien, ainsi que l'une des rares images qui combine modèle esthétique et spiritualité .

## Galerie

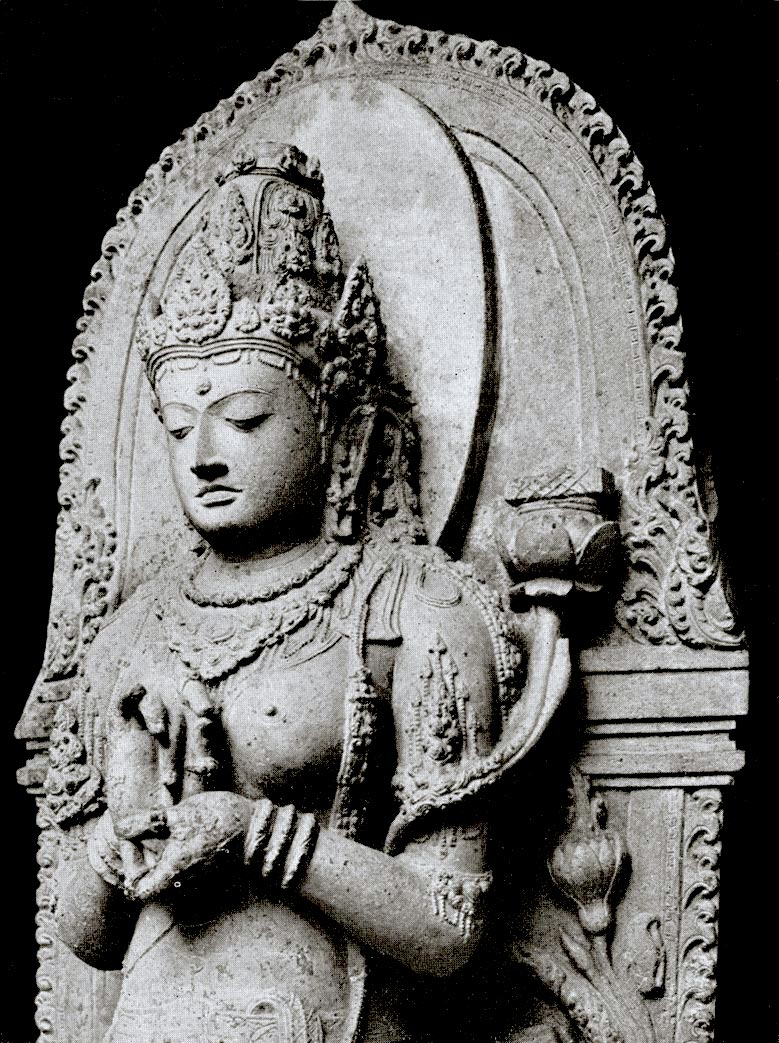
Statue de Prajñāpāramitā de Singhasari, Est de Java.
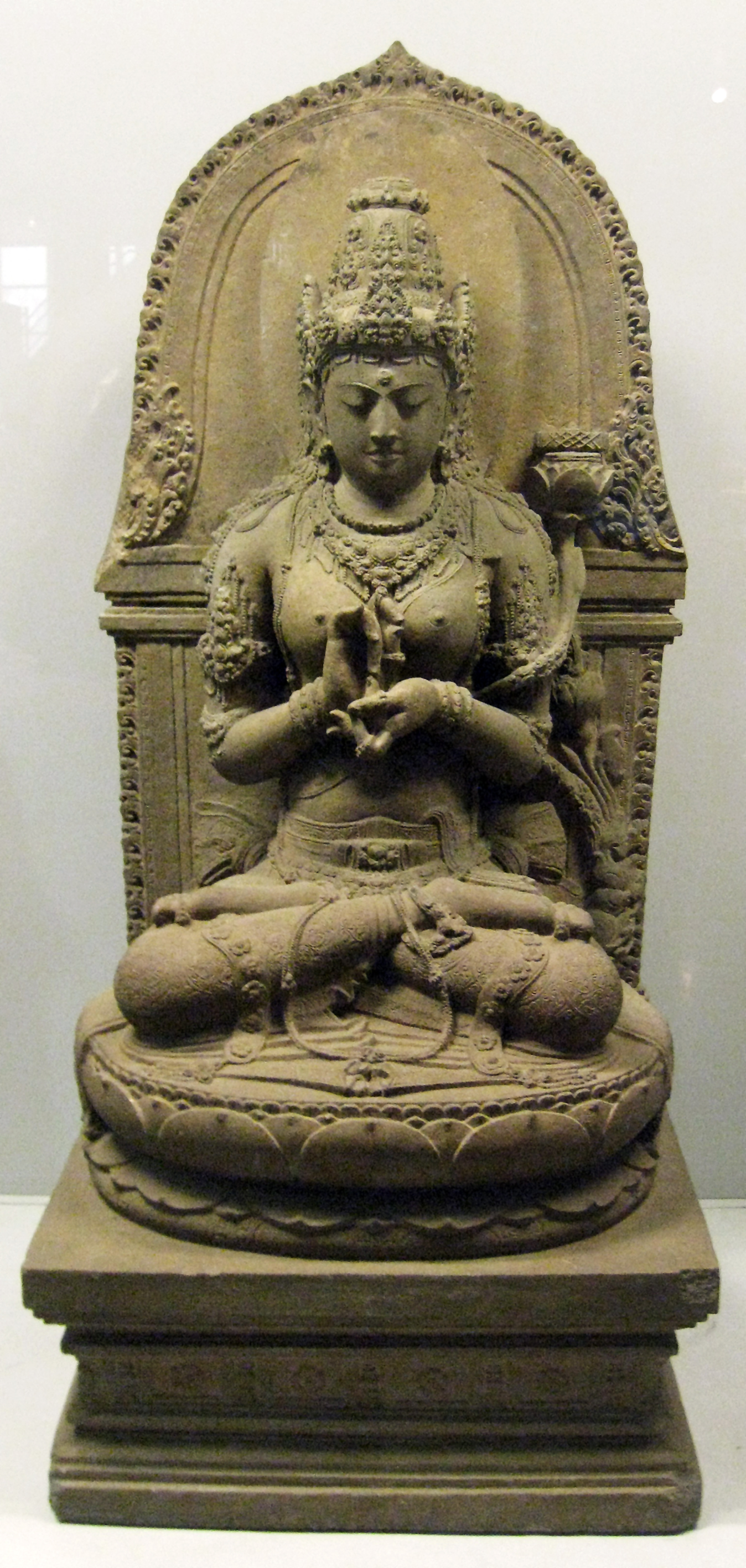
Statue de Prajñāpāramitā de Java oriental (de face).
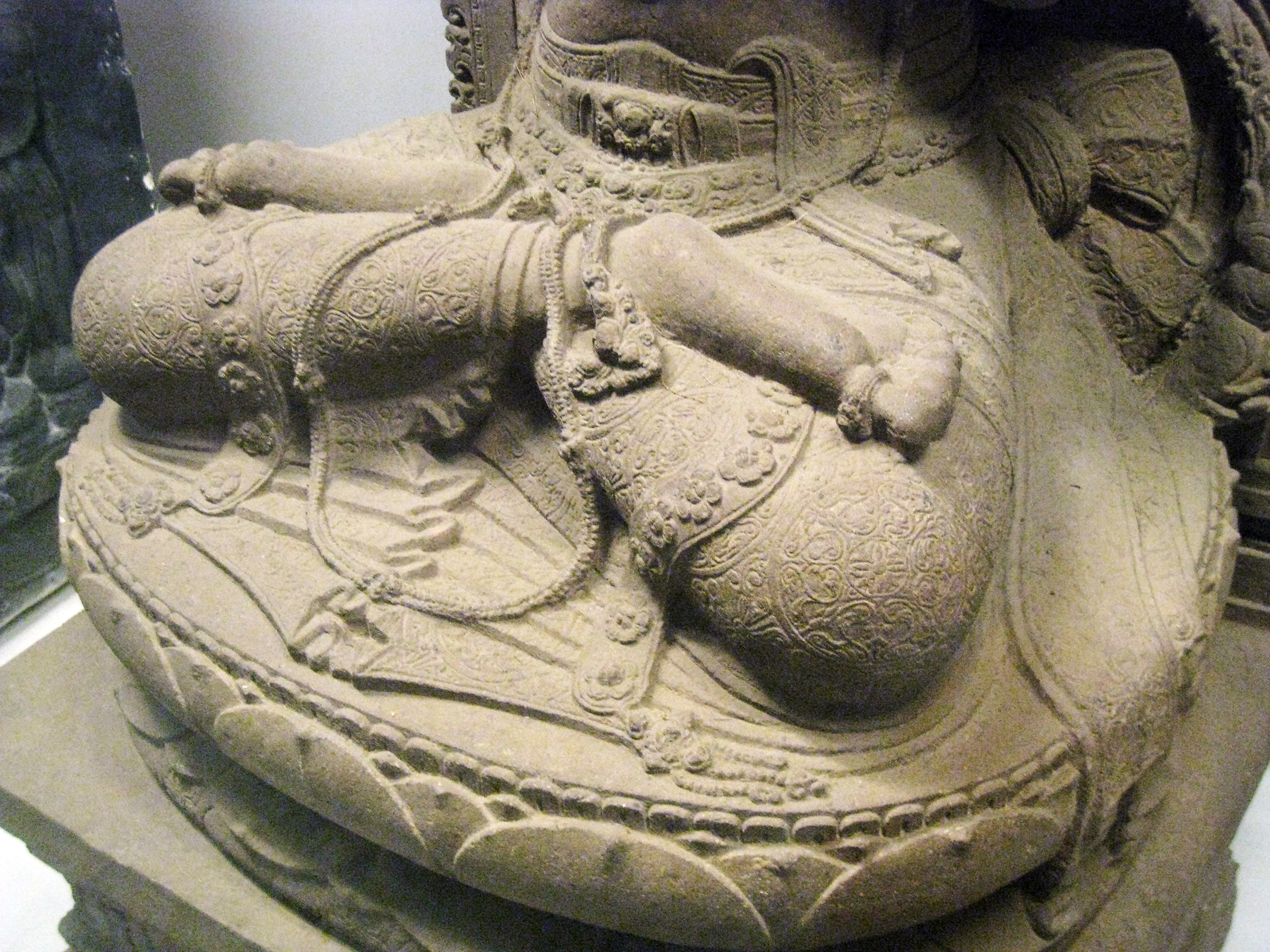
Détail de la statue de Prajñāpāramitā (vêtements), ressemblant à des motifs de batik jlamprang.